# 裴德镇
裴德镇，是中华人民共和国黑龙江省鸡西市密山市下辖的一个乡镇级行政单位。

## 行政区划
裴德镇下辖以下地区：
裴德村、东胜村、德兴村、兴利村、跃进村、平安村、青年村、红岩村和中兴村。